# Bataille de Malemort
Révolte des seigneurs du Limousin
La bataille de Malemort est une bataille qui a opposé les mercenaires du duc d'Aquitaine (l'Anglais Richard Cœur de Lion) à des seigneurs révoltés du Limousin. Elle a eu lieu dans le plaine de Malemort, en 1177.

## Histoire

### Contexte
À partir de 1176, certains seigneurs d'Aquitaine se soulèvent contre le duc d'Aquitaine Richard Cœur de Lion, fils du roi d'Angleterre Henri II. Après avoir maté en partie la révolte, Richard Cœur de Lion renvoie ses brabançons (mercenaires) qui vont alors piller le Limousin, en février 1177. On peut donc les rapprocher des routiers de la guerre de Cent Ans.
En avril 1177, certains seigneurs du Limousin révoltés vont s'associer pour combattre les mercenaires du duc d'Aquitaine. Ces troupes rebelles sont menées par les vicomtes de Limoges et de Comborn.

### La bataille
Les combats se sont déroulés le 21 avril 1177, dans une plaine près du village de Malemort, d'où le nom de la bataille. Après que les éclaireurs aient repéré les Brabançons, l'armée du Limousin se met en position. On trouve parmi elle de puissantes familles nobles comme la famille de Lastours ou celle de Chabanais, et la famille de Malemort. Elle est aussi soutenue par l'évêque de Limoges et l'abbé Saint-Martial de Limoges. L'armée limousine est divisée en quatre corps, dirigé chacun par un grand seigneur (Chabanais, Lastours, Comborn, Limoges). Cependant leurs effectifs sont plutôt faibles.
Menés par un certain Guillaume le Clerc, les mercenaires sont donc bien plus nombreux que les Limousins. La bataille a lieu dans l'après-midi, et il est possible que les mercenaires ai été pris par surprise.
Contre toute attente, le soir ce sont les seigneurs du Limousin révoltés qui sont maîtres du champ de bataille, avec plus de 2000 mercenaires tués, dont leur chef Guillaume le Clerc. La légende veut qu'il n'y ait eu qu'un seul mort côté Limousin, d'où l'interprétation d'une action divine.

### Importance dans la révolte
La victoire pour les seigneurs limousins n'aura été qu'une question de gloire, et n'aura absolument pas influencé la suite du conflit. En effet, dès fin 1177, le duc d'Aquitaine reprend le contrôle du Limousin, et impose de fortes sanctions aux révoltés.

### Mémoire
La bataille de Malemort est mentionnée dans trois ouvrages :
- Les chroniques de Geoffroy de Vigeois,
- La chronique de Bernard Itier,
- Les chroniques de Saint-Martial de Limoges.

À plusieurs reprises, des associations d'histoire ont proposé des reconstitutions de cette bataille, accompagnées d'activités diverses liées à l'époque. Par exemple, des marchés artisanaux et des festins médiévaux sont proposés.